# ملی‌گرایی منابع
ملی‌گرایی منابع (به انگلیسی: Resource Nationalism) تمایل مردم و دولت‌ها برای اعمال کنترل بر منابع طبیعی واقع در قلمرو خود است. در نتیجه، ملی‌گرایی منابع با منافع شرکت‌های چند ملیتی در تضاد است.
ملی‌گرایی منابع یک مفهوم محوری در بحث‌های معاصر در مورد سیاست انرژی است.
ملی‌گرایی منابع در سراسر جهان در حال افزایش است. در طول رونق اخیر منابع جهانی، بسیاری از دولت‌ها سیاست‌های ملی‌گرایانه را برای به‌حداکثر رساندن منافع سیاسی و اقتصادی از بخش معدن و انرژی خود اتخاذ کرده‌اند.

## جنبش‌های اجتماعی و توسعه
چالش‌های تبدیل منابع طبیعی تجدیدناپذیر مانند هیدروکربن‌ها و مواد معدنی به‌عنوان موتورهایی برای توسعه، دولت‌ها را بدون توجه به ایدئولوژی مدت‌ها گیج کرده‌است. صنایع استخراجی عموماً متمرکز و نیازمند سرمایه و فناوری هستند. در کشورهای کم درآمد نمی‌توانند حجم زیادی از نیروی کار غیر ماهر را جذب کنند یا مشاغل زیادی ایجاد کنند. ماهیت اقتصاد جهانی با فقدان مهارت‌های فنی و مذاکرهٔ محلی ترکیب می‌شود تا اطمینان حاصل‌شود که سرمایه و فناوری غنی است.

## جدال استخراج
نظریه‌های موجود ملی‌گرایی منابع بر مدل‌های چانه‌زنی اقتصادی تکیه می‌کنند که نمی‌توانند چگونگی شکل‌دهی فرآیندهای سیاسی به استراتژی‌های سیاست منابع دولت‌ها را بررسی کنند. بررسی ۱۲ کشور عمدهٔ تولیدکننده منابع نشان می‌دهد که ملی‌گرایی منابع معاصر، طیفی از اشکال متمایز به خود می‌گیرد که به تفاوت در نهادهای سیاسی که اهداف و سیاست‌های دولت‌ها را ساختار می‌دهند، مرتبط است؛ بنابراین استدلال می‌شود که در حالی که پویایی اقتصادی به عنوان یک عامل توانمند عمل می‌کند، نهادهای سیاسی یک عامل شرطی به همان اندازه مهم هستند که اشکال متمایز ملی‌گرایی منابع را که امروزه مشاهده می‌شود شکل می‌دهد.

## قدرت تصور عمومی و چارچوب اصلی
واقعیت پایدار یک اقتصاد وابسته و استخراجی، عمیقاً با مقدمات اصلی جنبش‌های اجتماعی متنوع و بحث‌انگیز بولیوی در تضاد است. در میان چپ‌گرایان طیف سیاسی، مجموعه‌ای از تفسیرهای ضد امپریالیستی و ملی‌گرایانه از تاریخ ریشهٔ محکمی یافته‌است. رهبران جنبش اجتماعی ثابت کرده‌اند که در بیان چارچوب‌های ناسیونالیستی منابع که طنین عاطفی گسترده‌ای دارند و شرکت‌کنندگان جنبش را به عمل سوق می‌دهد، زبردستند.

## روش‌های مستقیم در چارچوب ملی‌گرایی منابع
ملی‌گرایی منابع به‌طور نمادین و مادی افزایش کنترل ملی منابع استخراج‌شده را با توزیع عادلانه‌تر منافع آن‌ها برابر می‌داند. با این حال، بسیج گفتمانی «ملت منبع» و وعدهٔ همراه آن برای عدالت توزیعی، همزمان هم تعامل با تکثر صداها در طیفی از مقیاس‌ها و هم ابعاد مختلف عدالت را از بین می‌برد. ادعاهای ناسیونالیستی منابع ممکن است به صورت لفاظی از دولت‌های ملی بیرون بیایند، اما در عمل هیج‌اند.

## ملی‌گرایی منابع در قرن ۲۱
اصطلاح «ملی‌گرایی منابع» مظهر موضع سیاستی است که با تأکید بر کنترل دولت بر استخراج، پردازش و تجاری‌سازی منابع به ضرر بازیگران خارجی مشخص می‌شود. «ملی‌گرایی» معمولاً برای ارجاع به مالکیت دولتی بر منابع طبیعی استفاده می‌شود و مفهوم «ملی‌گرایی منابع» اغلب با ویژگی‌های خاص حاکمیتی مرتبط است که فراتر از مالکیت است.

## ملی‌گرایی منابع در آمریکای لاتین
آمریکای لاتین شاهد دوره‌های مکرر ملی‌گرایی منابع، به‌ویژه در نفت و گاز بوده‌است که با افزایش کنترل دولت بر صنعت و سلب مالکیت سرمایه‌گذاری مشخص می‌شود. این دوره‌ها معمولاً در چرخه‌های ناشی از نیروهای ساختاری، به‌ویژه قیمت‌های بالای منابع و پایان چرخه‌های سرمایه‌گذاری موفق، افزایش تولید و ذخایر رخ می‌دهند. شرکت‌های دولتی تمایل دارند نقش صاحب را در منطقه ایفا کنند که در طول دوره‌های گسترش ملی‌گرایی منابع بزرگتر می‌شود. در چنین دوره‌هایی، دولت‌ها مالیات‌ها را افزایش می‌دهند و از قرارداد با سرمایه‌گذاران خصوصی صرف نظر می‌کنند. باورها و نهادها می‌توانند شدت این رویدادها را در هر کشور محدود یا تشدید کنند، اما این چرخه عمدتاً توسط عوامل ساختاری هدایت می‌شود. عکس آن با رکود قیمت منابع رخ می‌دهد و زمانی که یک چرخهٔ سرمایه‌گذاری جدید مورد نیاز است، کشورها بخش نفت را آزاد می‌کنند و دولت عقب‌نشینی می‌کند.
بین سال‌های ۲۰۲۲ و ۲۰۱۲، افزایش تولید ناشی از آزادسازی‌های دهه ۱۹۹۰، همراه با رونق قیمت نفت، منجر به موج قدرتمندی از ملی‌گرایی منابع، از جمله مذاکرات مجدد قراردادها و ملی‌سازی، در آرژانتین، بولیوی، اکوادور و ونزوئلا شد. حتی در برزیل، کشوری که ثبات و پایداری نفتی داشت، کنترل دولتی افزایش در آن یافت. همچنین، پس از سال ۲۰۱۴، دوره آزادسازی جدیدی در سراسر منطقه به‌دلیل کاهش قیمت کالاها، ضعف مالی شرکت‌های دولتی و نیاز به یک چرخهٔ جدید سرمایه‌گذاری خصوصی آغاز شده‌است. درک پویایی‌های پشت ملی‌گرایی منابع در منطقه برای طراحی چارچوب‌های نهادی که چرخه‌ها را محدود می‌کند و سیاست‌های منابع بلندمدت را القا می‌کند بسیار مهم است.
تاریخ اقتصادی آمریکای لاتین شامل بسیاری از اپیزودهای برجستهٔ درگیری بین دولت‌ها و صنایع استخراجی است. مهم‌ترین موارد مربوط به بخش نفت، مانند ملی‌شدن نفت در مکزیک (۱۹۳۸)، ونزوئلا (۱۹۷۶، ۲۰۰۷) و آرژانتین (۲۰۲۱) بوده‌است، اما در مورد استخراج سایر منابع معدنی مانند مس در شیلی (۱۹۶۹، ۱۹۷۱) و طلا در ونزوئلا (۲۰۱۱) نیز اتفاق افتاده‌است. در واقع، در بسیاری از کشورها موارد زیادی از مذاکره مجدد اجباری قرارداد، سلب مالکیت، یا ملی‌شدن وجود داشته‌است. این مجموعه از پدیده‌ها به‌طور کلی به عنوان «ملی‌گرایی منابع» نامگذاری شده‌است.

## رویکردهای ملی‌گرایی منابع
ملی‌گرایی منابع اغلب به صورت امواج در سراسر منطقه و جهان و همچنین در الگوهای تکراری در برخی کشورها رخ داده‌است. ادبیات از این چرخه‌ها به‌عنوان «چرخه‌های ملی‌گرایی منابع» یاد می‌کند. اجماع قوی در ادبیات وجود دارد که قیمت‌های بالای منابع باعث افزایش ملی‌گرایی منابع می‌شود به ویژه از طریق افزایش در اختیار گرفتن منابع توسط دولت. علاوه بر این، پس از چرخهٔ قابل توجهی از سرمایه‌گذاری در دارایی‌های غرق‌شده که منجر به افزایش ذخایر، تولید یا کاهش خطرات مرتبط با یافتن و استخراج منبع می‌شود، احتمال ملی‌گرایی منابع افزایش می‌یابد. ریموند ورنون، اقتصاددان آمریکایی اصطلاح «معامله منسوخ» را ابداع کرد تا به این واقعیت اشاره کند که هنگامی که سرمایه‌گذاری‌ها به کار گرفته می‌شوند و خطرات زمین‌شناسی کاهش می‌یابد، دولت در موقعیت چانه‌زنی قوی‌تری قرار می‌گیرد و خواهان برداشت بیشتر از درآمد است؛ بنابراین، هم چرخه‌های قیمت بالای کالا و هم چرخه‌های سرمایه‌گذاری موفق، ملی‌گرایی منابع را تقویت می‌کنند و منطقی برای ماهیت چرخه‌ای این پدیده فراهم می‌کنند. در واقع، تاریخ متغیر سیاست منابع در منطقه عامل مهمی در توسعه‌نیافتگی نسبی پایه منابع فراوان آن بوده‌است.
متصور است ایدئولوژی و نهادها بر میزان و شکلی که ملی‌گرایی منابع به سیاست تبدیل می‌شود، تأثیر می‌گذارند، اما به‌طور کلی، چرخه‌های ساختاری در پشت سطح قرار دارند. به‌عنوان مثال، با توجه به شرایط مطلوب برای انجام این کار، احتمال ملی‌شدن کامل یک دولت چپ‌گرا بیشتر از یک دولت نئولیبرال خواهد بود. همچنین ایدئولوژی می‌تواند پیش‌بینی ضعیفی برای ظهور سیاست‌های ناسیونالیستی منابع در کشورها و به‌ویژه آمریکای لاتین باشد. گفتنی است که ترکیبی از ایدئولوژی و نهادها بر نحوهٔ تجلی ملی‌گرایی منابع در کشورهای مختلف در طول چرخه‌های ساختاری تأثیر می‌گذارد.
دولت‌ها معمولاً زمانی عملگرا هستند که نیاز به جذب سرمایه‌گذاران خصوصی دارند و زمانی که تجدید نظر در معاملات با سرمایه‌گذاران مفید است، آشکارا ایدئولوژیک هستند. در واقع، گاهی علیت می‌تواند معکوس شود و شرایط ساختاری برای ملی‌گرایی منابع می‌تواند زمینهٔ مساعدی برای موفقیت دولت‌های چپ یا ناسیونالیست باشد، برای مثال رونق رانت مواد معدنی به دولت‌ها اجازه می‌دهد که به‌طور افراطی چپ یا ملی‌گرا باشند. در مقابل، یک عرصه با قیمت پایین یا کاهش تولید، آنها را مجبور می‌کند تا بااعتدال و عمل‌گراتر باشند. نهادهای داخلی و بین‌المللی نقشی را ایفا می‌کنند و هزینه‌ها و منافع ناشی از نادیده‌گرفتن قراردادها را تعیین می‌کنند. با این حال، به‌طور کلی، نهادهای داخلی، مانند دادگاه‌های مستقل و آژانس‌های نظارتی، نتوانسته‌اند سیاست‌های ملی‌گرایانه منابع را محدود کنند، در حالی که انگیزه‌های ساختاری برای اجرای آن‌ها به اندازهٔ کافی قابل توجه بوده‌است، همان‌طور که در موج ملی‌گرایی منابع در سال‌های ۲۰۰۵–۲۰۱۲ نشان داده‌شد. با این حال، کشورهایی که دارای نهادهای سیاسی داخلی قوی‌تر و حاکمیت قانون هستند، احتمال سلب مالکیت فرصت‌طلبانه را کاهش می‌دهند.

## تعریف ملی‌گرایی منابع
اگرچه ادبیات گسترده‌ای در مورد ملی‌شدن و سلب مالکیت صنایع استخراجی وجود دارد و این رویدادها عموماً به‌عنوان مظهر ملی‌گرایی منابع توصیف می‌شوند، اما در اصل هیچ تعریف مورد توافقی وجود ندارد. همچنین ملی‌گرایی منابع را این‌گونه می‌توان مفهوم‌سازی کرد: «مجموعه کاملی از استراتژی‌هایی که یک دولت میزبان برای افزایش کنترل بر ثروت منابع طبیعی به قیمت مشارکت و سرمایه‌گذاری خارجی استفاده می‌کند.» افزایش کنترل دولت و کاهش نقش سرمایه گذاران خارجی و در این تعریف تأکید شده‌است.
ملی‌گرایی منابع معمولاً بر سرمایه‌گذاران خارجی تأثیر می‌گذارد، زیرا آنها مهم‌ترین سرمایه‌گذاران خصوصی در بخش‌های استخراجی هستند، اما گاهی می‌تواند بر سرمایه‌گذاران خصوصی داخلی نیز تأثیر بگذارد. در واقع، زمانی که دولت منابع را بیش از حد از آنها استخراج می‌کند یا آنها را مجبور به تأمین مالی فعالیت‌های غیرمنابعی می‌کند، بر شرکت‌های دولتی تأثیر می‌گذارد که منجر به بازیابی سرمایه‌گذاری‌های آنها و امکان دنبال کردن یک استراتژی سرمایه‌گذاری بلندمدت می‌شود.